# Корнет Ігор Олександрович
Ігор Олександрович Корнет (нар. 1973, Луганськ) — проросійський колаборант, один із лідерів маріонеткової Луганської народної республіки, у якій виконує роль керівника так званого Міністерства внутрішніх справ. Силовим методом захопив владу на тимчасово окупованій території Луганської області.
В Україні перебуває у розшуку за звинуваченням у скоєнні злочинів проти основ національної безпеки України.

## Біографія
Народився 29 квітня 1973 року в Луганську, в сім'ї військового офіцера Олександра Корнета. Дитинство провів у переїздах між військовими гарнізонами Радянського Союзу і країн Варшавського договору. У 1989 році закінчив школу № 55 при Групі радянських військ у Німеччині в місті Галле Німецької Демократичної Республіки.
У 1993 року пішов на службу до органів МВС України. У 1999 році був звільнений з посади міліціонера патрульно-постової служби міліції Жовтневого районного відділу ГУМВС в Луганській області.
За даними української розвідки, у квітні 2022 року російська ФСБ арештувала його та запроторила до СІЗО.
15 травня 2023 року у Луганську на Корнета було здійснено замах. Згідно з інформацією місцевих ЗМІ невідомий кинув гранату у приміщення перукарні «Барбершоп». Внаслідок вибуху Корнет з важкими травмами госпіталізований до реанімації.

## Участь в окупації ОРДЛО
З початку окупації перебував у керівній ланці бойовиків. Був оголошений «заступником міністра внутрішніх справ», а пізніше зайняв місце «міністра» так званої «ЛНР». Після призначення на посаду «міністра» Ігор Корнет вирішує реформувати «МВС ЛНР» і розширив штат «міністерства» з 219 осіб до майже 3 тисяч співробітників.
У 2016 році після замаху на вбивство Ігоря Плотницького «МВС» Корнета звинуватили в бездіяльності. Згодом його сподвижника Геннадія Циплакова звинуватили у спробі перевороту та заарештовано, який пізніше начебто здійснив самогубство.
У 2017 році конфлікт із Плотницьким загострився. Корнета виселили із займаного ним будинку. 20 листопада Плотницький заявив про усунення конкурента від виконання ним своїх обов'язків за рішенням суду. Однак Корнет продовжив свою діяльність, його бойовики оточили центр м. Луганська та взяли під контроль адміністративні будівлі та офіс телекомпанії. Оточення Плотницького звинуватили у співпраці із СБУ. Також заарештували функціонерів «прокуратури», що зізналися в катуваннях Геннадія Циплакова.

### Реакція України
Перебуває у розшуку в межах кримінального провадження за ч. 1 ст. 109 Кримінального кодексу України — «Злочини проти основ національної безпеки України».

## Особисте життя
Має дві дочки. Старша — Марина — навчається в НЮУ ім. Ярослава Мудрого в Харкові на бюджетній формі навчання, за спеціальністю «прокурорська діяльність»; молодша — Ксенія — у школі в м. Самара.[джерело?]